# NHK釧路放送局
NHK釧路放送局（エヌエイチケイくしろほうそうきょく）は、北海道の釧根地域（釧路総合振興局管内と根室振興局管内）を放送対象地域とする日本放送協会（NHK）の地域放送局。
テレビとラジオで地域放送を行っていたが、北海道のNHKにおける2022年度改革により帯広放送局と事実上統合され、帯広からの送出に変わっている。一部必要な人員が、釧路局に派遣されている。

## 放送局概要
1938年（昭和13年）2月26日開局。北海道東部の拠点として、いわゆる「北方領土」地域もエリア内にある。実際に開局から第二次世界大戦終結までは管轄下にあったほか、現在も配下の根室支局が北方領土問題に関する取材の最前線基地である。
1983年（昭和58年）に開局45周年を迎えたことを機に、記念ソングとなる「釧路川」を制作し、レコード化して発売したり、20世紀内はJR北海道釧路駅で札幌行き特急おおぞらが出発する際に流していたことがある。
2007年（平成19年）10月1日の地上デジタル放送開始までは、釧路市緑ヶ岡の送信所から全ての放送系統を送出していた。アナログ全系統が1本のアンテナから送出される形式は金沢局の野々市放送所と共に珍しい形式だったが、地デジでは視聴者の利便性を考慮し、当時まだ放送を開始していなかったテレビ北海道（TVh）以外の道内民放と共同設置の方針に傾き、同じ市内の春採地区の釧路デジタルテレビ送信所に新設した。この施設は2011年7月24日の完全デジタル化直後、8月26日に開局したTVhも相乗りしている（ただし、局舎は別途新設）。
デジタルテレビ送信所内部は開始日に道内ローカルで放送された「地デジひろがる北海道特集」で紹介された。
現在のデジタル総合テレビでは、データ放送における地域ニュースで当初自局からニュースを出し、インターネット接続している受信機で見ることができる「NHKデータオンライン」などでも札幌と別枠扱いになっていたが、後に全道ニュースに統一されている。
「1道1ブロック」という他都府県と異なる環境にあることから北海道のNHKは独自の改革を時間をかけて進めていて、当初小樽・岩見沢両局を札幌放送局の報道室に格下げした1988年（昭和63年）の合理化の際、帯広局を釧路局の、北見放送局を旭川放送局の、室蘭放送局を札幌局の、それぞれ支局に格下げして統合するという今日の体制の下地となる案が出されていた。この時は地域の反発が根強く見送られた。
しかし2015年に道内他局共々営業部が廃止され札幌局営業推進部に統合移管された。この際、釧路局管内は帯広局内に設置された出先機関「札幌放送局営業推進部北海道東営業センター」の担当となった。27年前の計画と逆になったのは、釧路市の人口が減少に転じ帯広市と逆になったこと、千島海溝を震源とする巨大地震の発生が懸念され、内陸部で標高が高い帯広局のほうが被災リスクが比較して小さいことが決め手となった。
2020年には、北見・室蘭両局と共に「企画総務部」と「放送部」が統合し「メディア部」に改組され、「技術部」との2部体制となった。
そして2022年春の改編に於いて、道内7局がそれまで担当してきたローカル枠の放送エリアを再編し、関係局の業務と体制の大幅な見直しを進めることとなり、釧路局メディア部の機能のうち「編成」と「アナウンス」が帯広局に統合され、釧路局制作の全ての番組は帯広局との共同制作形式に変わった。一方で帯広送出となる「道東」エリア向けの放送時間を拡大、7局体制を維持し地域サービスの強化を掲げる。
また2023年春の改革では、地域放送局の「部制」から「センター制」への移行が北海道でも実施され、釧路局では「メディア部」と「技術部」が廃止・統合され、実質的に全局一丸の組織になる。また北見での事例を受け、1年ぶりに「駐在」の形ながら契約キャスターが配置されることとなった。
- 釧路放送会館所在地
  - 〒085-8660 釧路市幣舞町3-8
- 緑ヶ岡放送所（AMラジオ）所在地
  - 釧路市緑ヶ岡4丁目8（かつてはアナログテレビ・FMラジオ放送も送信していた）
- 釧路デジタルテレビジョン・FMラジオ放送所所在地
  - 釧路市春採8丁目9（民放FMラジオ共同送信所が置かれている旧・北海道文化放送（UHB）アナログ送信所西側100m）
- コールサイン
  - 総合テレビ・ラジオ第1・FM：JOPG（-DTV、-FM）
  - 教育テレビ・ラジオ第2：JOPC（-DTV）
    - ※ラジオ第2では読み上げられない。教育テレビでは他の道内6局と共に映像で表示されるのみ。

## 沿革
- 1938年（昭和13年）2月26日 - 社団法人日本放送協会釧路放送局開局、ラジオ放送開始（出力100W）。
- 1950年（昭和25年）6月 - 放送法施行に伴い社団法人日本放送協会が解散。特殊法人としての日本放送協会が設立され一切の権利義務を継承。ラジオ第2放送開始（出力100W）。
- 1957年（昭和32年） - ラジオ放送出力を500Wに増力。
- 1959年（昭和34年）12月28日 - NHK釧路（総合）テレビジョン放送開始[6]、緑ヶ岡送信所にアンテナ設置。
- 1960年（昭和35年） - ラジオ放送出力を1kWに増力。
- 1961年（昭和36年） - ローカル放送開始、ラジオ放送出力を10kWに増力。
- 1962年（昭和37年） - 教育テレビジョン放送開始。
- 1964年（昭和39年） - 釧路放送会館落成。
- 1965年（昭和40年） - 総合テレビジョンカラー放送開始。FM実用化試験放送開始（本放送開始は全国一斉に合わせた）。
- 1977年（昭和52年） - FMステレオ放送開始。
- 1986年（昭和61年） - 総合テレビジョン音声多重放送開始。
- 2007年（平成19年）10月1日 - 地上デジタルテレビジョン放送開始。
- 2011年（平成23年）7月24日 - アナログ放送終了。翌日午前0時までに完全停波。

## チャンネル・周波数

### テレビ
| 局名         | デジタル                     | デジタル                     | デジタル                     | デジタル                     | アナログ | アナログ | アナログ       |
| 局名         | 総合ch （ID：3）             | 教育ch （ID：2）             | 空中線電力                   | 放送開始日                   | 総合ch   | 教育ch   | 映像空中線電力 |
| ------------ | ---------------------------- | ---------------------------- | ---------------------------- | ---------------------------- | -------- | -------- | -------------- |
| 釧路         | 33                           | 29                           | 1kW                          | 2007年10月1日                | 9        | 2        | 1kW            |
| 白糠西       | 35                           | 37                           | 100mW                        | 2008年3月31日                | 51       | 49       | 1W             |
| 中標津       | 32                           | 47                           | 200W                         | 2009年1月16日                | 4        | 12       | 250W           |
| 阿寒         | 17                           | 15                           | 1W                           | 2009年2月16日                | 51       | 49       | 10W            |
| 根室         | 33                           | 29                           | 50W                          | 2009年3月23日                | 9        | 2        | 100W           |
| 弟子屈       | 17                           | 15                           | 1W                           | 2009年10月9日                | 4        | 12       | 3W             |
| 羅臼         | 33                           | 29                           | 1W                           | 2009年11月27日               | 9        | 2        | 10W            |
| 阿寒湖畔     | 52                           | 50                           | 300mW                        | 2009年11月30日               | 4        | 12       | 1W             |
| 川湯         | 52                           | 50                           | 300mW                        | 2009年12月24日               | 51       | 49       | 3W             |
| 霧多布       | 42                           | 13                           | 1W                           | 2009年12月24日               | 44       | 46       | 10W            |
| 根室花咲     | 16                           | 14                           | 100mW                        | 2010年11月30日               | 44       | 46       | 1W             |
| 標茶ルルラン | 16                           | 13                           | 300mW                        | 2010年12月10日               | 44       | 46       | 3W             |
| 中標津西町   | 33                           | 41                           | 19mW                         | 2010年12月24日               | 42       | 40       | 100mW          |
| 羅臼緑町     | 16                           | 14                           | 10mW                         | 2010年12月24日               | 60       | 52       | 100mW          |
| 布伏内       | 16                           | 14                           | 10mW                         | 2010年12月24日               | 36       | 34       | 100mW          |
| 標茶         | アナログ放送終了とともに廃止 | アナログ放送終了とともに廃止 | アナログ放送終了とともに廃止 | アナログ放送終了とともに廃止 | 51       | 49       | 30W            |
| 屈斜路湖     | アナログ放送終了とともに廃止 | アナログ放送終了とともに廃止 | アナログ放送終了とともに廃止 | アナログ放送終了とともに廃止 | 48       | 42       | 3W             |
| 厚岸         | アナログ放送終了とともに廃止 | アナログ放送終了とともに廃止 | アナログ放送終了とともに廃止 | アナログ放送終了とともに廃止 | 4        | 1        | 1W             |
| 上尾幌       | アナログ放送終了とともに廃止 | アナログ放送終了とともに廃止 | アナログ放送終了とともに廃止 | アナログ放送終了とともに廃止 | 51       | 49       | 100mW          |

※釧根地区のデジタル中継局整備は当初計画分については上表の分をもって完了した。　 　

### ラジオ
| 局名   | AM                | AM                | AM         | FM             | FM         |
| 局名   | 第1周波数 （kHz） | 第2周波数 （kHz） | 空中線電力 | 周波数 （MHz） | 空中線電力 |
| ------ | ----------------- | ----------------- | ---------- | -------------- | ---------- |
| 釧路   | 585               | 1152              | 10kW       | 88.5           | 250W       |
| 根室   | 1584              | 1359              | 100W       | 85.6           | 10W        |
| 中標津 | 1341              | 1539              | 100W       | 89.9           | 1kW        |
| 弟子屈 |                   |                   |            | 89.5           | 1W         |
| 厚岸   | 85.5              | 1W                |            |                |            |
| 羅臼   | 88.8              | 10W               |            |                |            |
| 屈斜路 | 81.6MHz           |                   | 10W        |                |            |
| 川湯   | 84.1MHz           |                   | 1W         |                |            |

## 支局
- 根室
- 中標津

## 主な釧路局制作番組
- ほっとニュースぐるっと道東!（2022年4月 - ）（総合 月 - 木 18:40 - 18:55、金 18:40 - 19:00）帯広放送局との共同制作。スタッフは帯広から派遣され、番組内で釧路放送局のスタジオから毎日、釧路地方・根室地方のニュース、話題を1 - 3本程伝えている。また番組後半の気象情報は帯広放送局から「釧路・根室・十勝の気象情報」として放送されている[1][2]。

## 過去の制作番組
- 正午のニュース（ - 2019年）（総合 平日 12:18 - 12:20）
- ニュースネットほっかいどう（総合 毎日 18:30 - 19:00  土日祝 18:45 - 19:00）
- きょうの北海道（総合 毎日18:30 - 19:00 土日祝 18:45 - 19:00）
- イブニングネットワーク釧路（総合 1988年4月 - 1997年3月）（1993年より平日のみ）
- 情報プリズム釧路（総合 平日 18:56 - 18:59）
- 情報くしろねむろ（総合 平日 18:45 - 18:59）
- タンチョウてれび（ - 2008年3月）（総合 月 - 木 18:45 - 19:00、金 18:30 - 19:00）

- 夕べのひととき（ - 1988年3月）（FM 平日 18:00 - 18:50）
- PGFMスタジオ
- FMリクエストアワー（FM 土 15:05 - 18:00）
- まるごとニュース北海道釧路（2008年4月 - 2010年3月）（総合 平日 18:45 - 18:50、18:55 - 18:58）
- ほっからんど釧路（1991年4月 - 2010年3月）（総合 平日 11:50 - 11:54、11:57 - 12:00）
- ネットワークニュース北海道釧路（2010年4月 - 2014年3月）（総合 平日 18:45 - 18:50、18:53 - 18:56）
- つながる@タンチョウ（2010年4月 - 2018年3月）（総合 平日 11:50 - 11:54、11:57 - 12:00）
- ひるナマタンチョウ（2018年4月 - 2021年3月）（総合 金 11:48 - 11:54）
- ラジオニュース（ - 2022年3月）（ラジオ第1 平日 12:18 - 12:20、13:55 - 14:00、16:55 - 17:00、18:58 - 19:00）（FM 平日 12:18 - 12:20、18:58 - 19:00）
- タンチョウらじお（2019年4月 - 2022年3月）（ラジオ第1 平日 17:55 - 18:00）
- ほっとニュース北海道釧路（2014年4月 - 2022年4月1日）（総合 平日 18:50 - 18:55）

## アナウンサー・キャスター
2022年度改革により釧路局メディア部の編成とアナウンスが帯広局に統合されたため、釧路局所属形式でのアナウンススタッフは存在しない。
2022年度は帯広局や状況によっては札幌局からアナウンサーが釧路局に出張して釧根地方のニュース・話題を伝えていた。しかしオホーツク総合振興局管内単一でもかなりの広域であることが考慮され、舛川弥生が旭川局転籍後も北見局「駐在」の形で残りオホーツクエリアの取材を担当して一定の成果をあげたことから、2023年度は江連すみれと入れ替わりで札幌局から帯広局に転籍する堀若菜が、釧根担当として釧路局に「駐在」することとなった。また、元アナウンサーの堀伸浩が釧路局のメディア展開グループに在籍している。2025年度からは、堀若菜が函館局に異動となり、新たにSTVラジオ等で活躍していた斉藤未涼が釧路局駐在となった。